# Antonio Ruberti
Antonio Ruberti (24 de janeiro de 1927 – 4 de setembro de 2000) foi um político italiano e engenheiro. Ele foi membro do Governo italiano e Comissário Europeu; foi também um Professor de engenharia na Universidade La Sapienza.